# Odontopera postobscura
Odontopera postobscura är en fjärilsart som beskrevs av Eugen Wehrli 1936. Odontopera postobscura ingår i släktet Odontopera och familjen mätare. Inga underarter finns listade i Catalogue of Life.